# Half-smoke

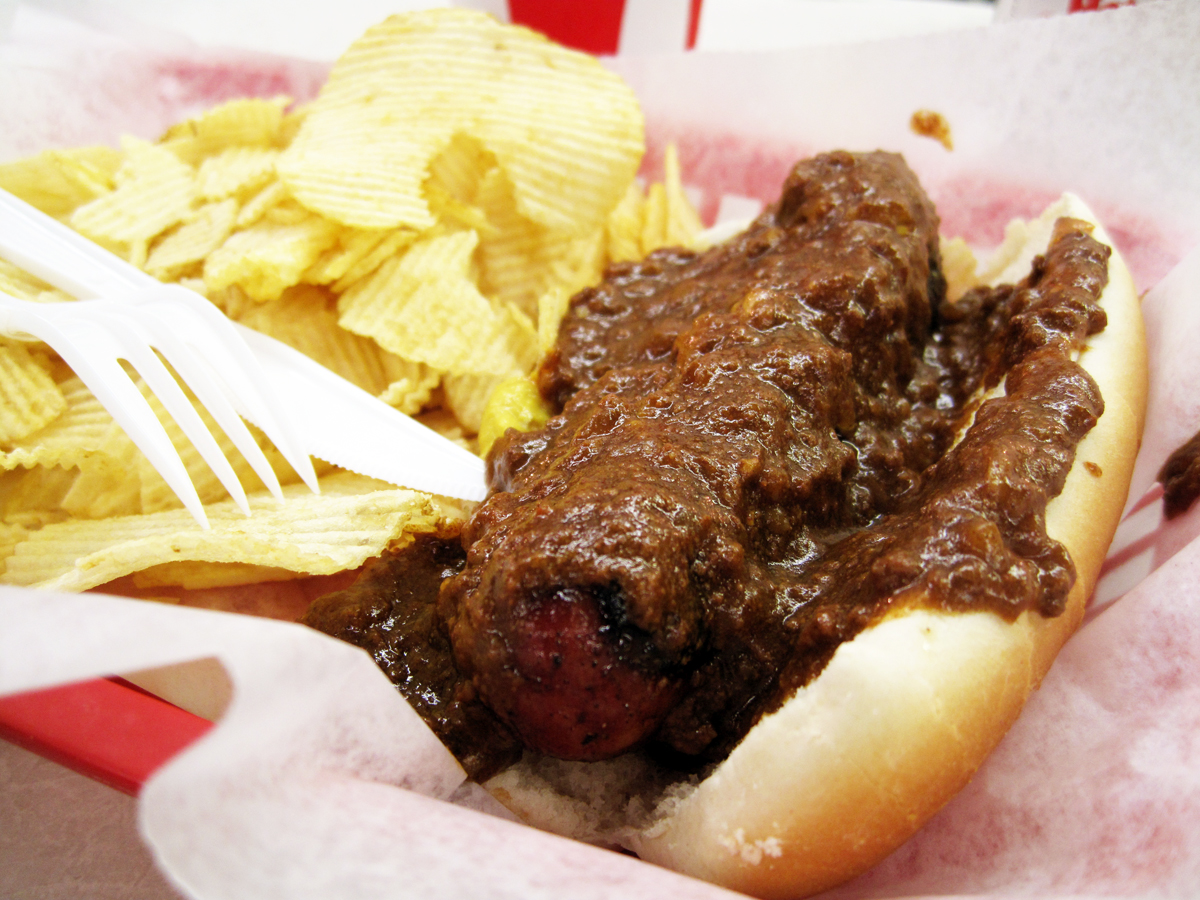
Un half-smoke de chez Ben's Chili Bowl.

Le half-smoke est une spécialité culinaire originaire de la ville de Washington DC, capitale des États-Unis, et de sa région. Similaire au sandwich hot-dog, mais dans une version plus épicée et plus garnie, il se compose dans sa forme traditionnelle d'un pain allongé de type bun garni d'une saucisse fumée mi-porc mi-bœuf. L'ensemble est recouvert d'herbes, d'oignons et d'une sauce chili.
De nombreux points de restauration à emporter de la ville de Washington, D.C. offrent ce type de hot-dog, notamment sur Constitution Avenue prisée des touristes, ou sur Pennsylvania Avenue. Plusieurs enseignes de restauration, typiques de la ville, sont également connues pour servir cette spécialité. L'établissement Ben's Chili Bowl est probablement l'adresse la plus célèbre pour la dégustation ce mets, le président américain Barack Obama s'y étant même restauré en 2009.
Le point de vente Weenie Beenie, ancienne chaîne de restauration, fondée avant Ben's Chili Bowl, est également réputée pour son half-smoke; Le groupe de musique Foo Fighters a baptisé une de ses chansons du nom du restaurant.

## Sources
- (en) Cet article est partiellement ou en totalité issu de l’article de Wikipédia en anglais intitulé « Half-smoke » (voir la liste des auteurs).